# The Break (Fernsehserie)
The Break – Jeder kann töten, im französischen Original La Trêve, ist eine belgische Fernsehserie. Sie handelt von dem Kriminalkommissar Yoann Peeters, der in seinen Heimatort Heiderfeld zurückkehrt und dort einen Mord aufklären muss.

## Inhalt
Nach einem traumatischen Erlebnis verlässt Kommissar Yoann Peeters die Hauptstadt Brüssel und kehrt zurück in seinen Heimatort. Gemeinsam mit seiner Tochter Camille zieht er in ein geräumiges Haus in Heiderfeld, einer Kleinstadt in den Ardennen.
Als der afrikanische Fußballer Driss Assani tot aus dem nahe gelegenen Fluss geborgen wird, glaubt man zunächst an einen Selbstmord, und der Polizeichef will keine weiteren Ermittlungen aufnehmen. Doch Peeters glaubt nicht an einen Suizid. Er ermittelt gemeinsam mit dem jungen Kollegen Sébastian Drummer und stößt bald auf ein Gespinst aus Lügen und Obsessionen.
Als seine Tochter Camille in Gefahr gerät, verliert Yoann Peeters die Kontrolle über seine Medikamentensucht und beginnt sich und andere zu gefährden.

## Produktion
Die Serie wurde vom Fernsehsender RTBF in Zusammenarbeit mit der Region Wallonien gedreht.
Im Sommer und Herbst 2017 wurde die zweite Staffel produziert und 2018 auf RTBF ausgestrahlt.

## Ausstrahlung
Die deutschsprachige Fassung ist seit dem 12. April 2017 auf Sky verfügbar.

## Rezeption
Kritiker lobten die Inszenierung und verglichen den Stil der Serie mit dem amerikanischen Südstaatendrama True Detective, in dem eine düstere, beklemmende Landschaft eine tragende Rolle spielt.

„Die beinahe menschenleere Landschaft wurde ungewöhnlich in Szene gesetzt, die Ardennen erscheinen düster, mysteriös und betörend schön. [...] Die Filmmusik zitiert geschickt aus Country und Western, erinnert vage an ‚True Detective‘ und unterstreicht die fremdartige Stimmung.“